# Liste du patrimoine immobilier classé de la province de Namur
Cette page recense l'ensemble des listes des monuments classés de la province belge de Namur.
- Liste du patrimoine immobilier classé d'Andenne
- Liste du patrimoine immobilier classé d'Anhée
- Liste du patrimoine immobilier classé d'Assesse
- Liste du patrimoine immobilier classé de Beauraing
- Liste du patrimoine immobilier classé de Bièvre
- Liste du patrimoine immobilier classé de Cerfontaine
- Liste du patrimoine immobilier classé de Ciney
- Liste du patrimoine immobilier classé de Couvin
- Liste du patrimoine immobilier classé de Dinant
- Liste du patrimoine immobilier classé de Doische
- Liste du patrimoine immobilier classé d'Eghezée
- Liste du patrimoine immobilier classé de Fernelmont
- Liste du patrimoine immobilier classé de Floreffe
- Liste du patrimoine immobilier classé de Florennes
- Liste du patrimoine immobilier classé de Fosses-la-Ville
- Liste du patrimoine immobilier classé de Gedinne
- Liste du patrimoine immobilier classé de Gembloux
- Liste du patrimoine immobilier classé de Gesves
- Liste du patrimoine immobilier classé de Hamois
- Liste du patrimoine immobilier classé de Hastière
- Liste du patrimoine immobilier classé de Havelange
- Liste du patrimoine immobilier classé de Houyet
- Liste du patrimoine immobilier classé de Jemeppe-sur-Sambre
- Liste du patrimoine immobilier classé de La Bruyère
- Liste du patrimoine immobilier classé de Mettet
- Liste du patrimoine immobilier classé de Namur
- Liste du patrimoine immobilier classé d'Ohey
- Liste du patrimoine immobilier classé d'Onhaye
- Liste du patrimoine immobilier classé de Philippeville
- Liste du patrimoine immobilier classé de Profondeville
- Liste du patrimoine immobilier classé de Rochefort
- Liste du patrimoine immobilier classé de Sambreville
- Liste du patrimoine immobilier classé de Sombreffe
- Liste du patrimoine immobilier classé de Somme-Leuze
- Liste du patrimoine immobilier classé de Viroinval
- Liste du patrimoine immobilier classé de Vresse-sur-Semois
- Liste du patrimoine immobilier classé de Walcourt
- Liste du patrimoine immobilier classé d'Yvoir